# Turany nad Ondavou
Turany nad Ondavou (bis 1948 slowakisch „Turiany“; ungarisch Turány – bis 1902 Zemplénturány) ist eine Gemeinde im Bezirk Stropkov in der Ostslowakei.

## Geografie

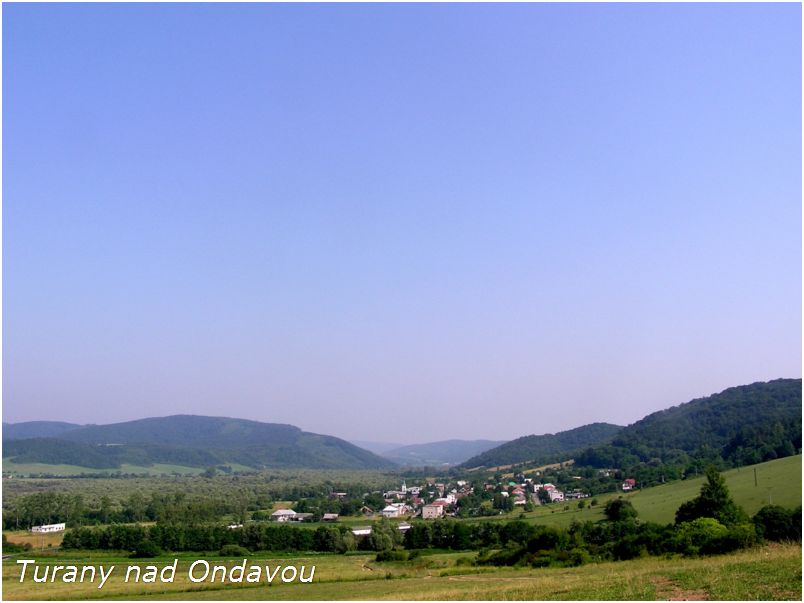
Blick auf Turany nad Ondavou

Die Gemeinde Turany an der Ondava liegt etwa zwölf Kilometer südlich der Bezirksstadt Stropkov am Nordende des Veľká-Domaša-Stausees. Das in westlicher Richtung allmählich ansteigende Ondauer Bergland (Ondavská vrchovina) erreicht Höhen von 300 bis 350 Meter über dem Meer.
Umgeben wird Turany nad Ondavou von den Nachbargemeinden Miňovce im Norden, Mrázovce im Nordosten, Vyšný Hrabovec im Südosten sowie Lomné im Westen.
Turany liegt an der Straße 1. Ordnung 15, die von Svidník nach Vranov nad Topľou führt und als Teil der Transitstraße von Südostpolen nach Ungarn fungiert. Etwa 1000 Meter nördlich der Gemeinde zweigt die Straße 2. Ordnung 556 nach Giraltovce ab, die eine wichtige Verbindung von Prešov, der Hauptstadt des Landschaftsverbandes, zum Feriengebiet am Stausee Veľká Domaša bildet.

## Geschichte
1567 wurde der Ort erstmals in einer Urkunde genannt. Beim Bau des Veľká-Domaša-Staudammes (1962 bis 1967) mussten viele Häuser der Gemeinde dem aufgestauten See weichen. Das Dorf wurde einige hundert Meter östlich auf höher gelegenem Gelände neu aufgebaut. Ganz verschwunden ist dabei die 1964 eingemeindete Gemeinde Petejovce, welche südlich des Ortes lag. Die ebenfalls 1964 eingemeindete Ortschaft Vyšný Hrabovec ist seit 1990 wieder selbständig.

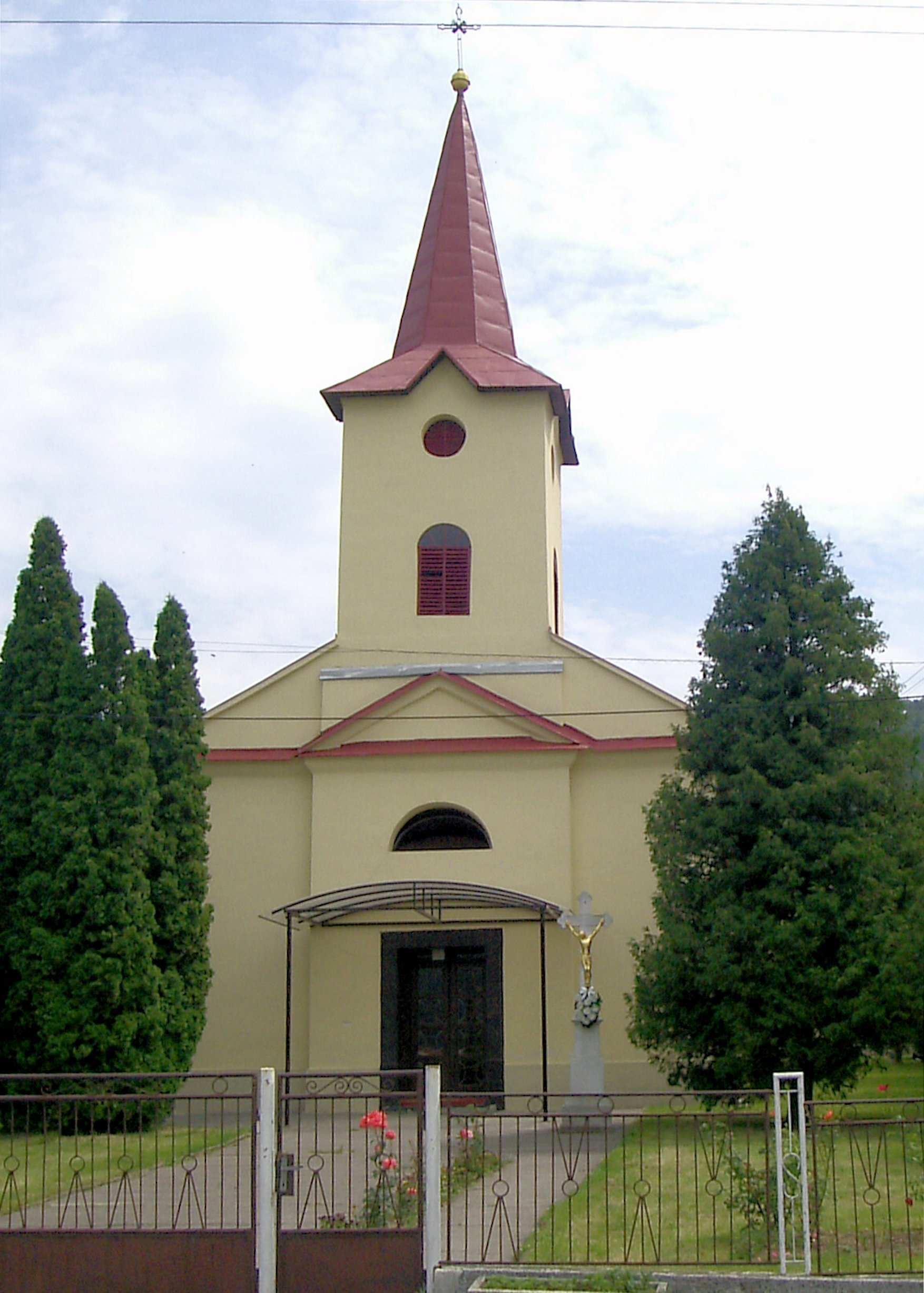
Römisch-katholische Kirche in Turany nad Ondavou

## Bevölkerung
| Jahr                | 1994 | 2004    | 2014    | 2024     |
| ------------------- | ---- | ------- | ------- | -------- |
| Anzahl der Personen | 409  | 402     | 388     | 345      |
| Unterschied         |      | −1,71 % | −3,48 % | −11,08 % |

| Jahr                | 2023 | 2024    |
| ------------------- | ---- | ------- |
| Anzahl der Personen | 347  | 345     |
| Unterschied         |      | −0,57 % |

Die Bevölkerung Turanys besteht zu 97 % aus Slowaken. 91 % der Einwohner gaben als Konfession Römisch-katholisch an, ca. 5 % bekennen sich zur Griechisch-katholischen Kirche.

## Wirtschaft
Ein Teil der Einnahmen der Einwohner stammt aus kleineren Pensionen und Ferienhäusern; unmittelbar südlich Turanys befindet sich ein großer Campingplatz.

## Persönlichkeiten
- Marika Gombitová (* 12. September 1956), slowakische Sängerin, Schauspielerin

## Belege
1. ↑  Hustota obyvateľstva - obce [om7014rr_obc=AREAS_SK, v_om7014rr_ukaz=Rozloha (Štvorcový meter)]. Statistical Office of the Slovak Republic, 31. März 2025, abgerufen am 31. März 2025 (slowakisch).
2. ↑  Počet obyvateľov podľa pohlavia - obce (ročne) [om7101rr_obce=AREAS_SK]. Statistical Office of the Slovak Republic, 31. März 2025, abgerufen am 31. März 2025 (slowakisch).
3. 1 2  Počet obyvateľov podľa pohlavia - obce (ročne) [om7101rr_obce=AREAS_SK]. Statistical Office of the Slovak Republic, 31. März 2025, abgerufen am 31. März 2025 (slowakisch).
4. ↑  Statistikportal MOŠ (Seite nicht mehr abrufbar, festgestellt im Mai 2019. Suche in Webarchiven)  Info: Der Link wurde automatisch als defekt markiert. Bitte prüfe den Link gemäß Anleitung und entferne dann diesen Hinweis.